# Burnsova klec
Burnsova klec (v anglickém originále The Burns Cage) je 17. díl 27. řady (celkem 591.) amerického animovaného seriálu Simpsonovi. Scénář napsal Rob LaZebnik a díl režíroval Rob Oliver. V USA měl premiéru dne 3. dubna 2016 na stanici Fox Broadcasting Company a v Česku byl poprvé vysílán 31. srpna 2016 na stanici Prima Cool.

## Děj
Smithers téměř vyzná panu Burnsovi lásku poté, co mu zachrání život při nehodě při seskoku padákem, ale Burns ho znovu utvrdí ve své lhostejnosti a nevděčnosti. Naštvaný a zlomený Smithers se chová k Homerovi, Lennymu a Carlovi v práci krutě, a tak se rozhodnou najít Smithersovi přítele, aby byl lépe naladěný. Pozvou potenciální partnery, aby se se Smithersem setkali na večírku pro nezadané gaye, kde ho ze špatné nálady vytrhne masáž krku od Julia. Oba se do sebe zamilují, Smithers kvůli tomu dá Homerovi placené volno a posléze dá výpověď v elektrárně.
Smitherse začne trápit výlet do Juliovy vlasti na Kubě, když se Juliův karnevalový úbor podobá Burnsovu. Julio si toho všimne a zeptá se Smitherse, zda je oddán jejich vztahu, a Smithers přizná, že ne. Po návratu do Springfieldu se Burnsovy pokusy najít nového asistenta ukáží jako katastrofální a jedinou možností je znovu zaměstnat Smitherse. Vychází Smithersovi vstříc s penězi a dalšími lákadly, aby ho nalákal zpět, ale Smithers prohlásí, že se nenechá přesvědčit. Burns pak prohlásí, že v sobě dusil tajemství: Smithersovo hodnocení výkonu je „vynikající“. Obejmou se a usmíří.
Mezitím Springfieldská základní škola pořádá představení Casablanca, v němž Líza dostane hlavní roli Ilsy. Milhouse chce kvůli své lásce k Líze hlavní mužskou roli Ricka, ale získá ji nový chlapec Jack Deforest, jenž se obléká, chová a mluví jako Humphrey Bogart. Milhouse si najme rváče, aby Jacka zmlátili, ale Jack v souboji zvítězí. Ředitel Skinner vidí toto násilí a prohlásí, že Milhouse bude hrát místo Jacka Ricka. Líza se ale zlobí, protože Milhouse je hrozný herec. Marge řekne Líze, že je důležité povzbuzovat lidi, kteří nejsou schopní, tím, že jim řekne, že schopní jsou, a použije příklad Homera. Milhouse sice podá skvělý výkon a představení má úspěch, ale nakonec vyjde najevo, že šlo o Jacka převlečeného za Milhouse.
V epilogu se Milhouse vydává do Vočkovy hospody, kde ho Smithers poučí, že romantické nezdary jsou součástí hledání lásky a že kvůli nim má smysl o ni usilovat, i když je pravděpodobné, že pravou lásku nikdy nenajde. Vočko dvojici řekne, že hledá jen zlato, ne dívky, a vydá se s Jackem a školníkem Williem na cestu za pokladem.

## Produkce
Smithersova neopětovaná láska k panu Burnsovi je v seriálu Simpsonovi dlouholetým gagem. Producenti jednou žertovali, že není gay, ale „Burns-sexuál“. Časopis Rolling Stone označil sexuální orientaci této postavy za „nejhůře střežené tajemství“ seriálu a poznamenal, že v jedné epizodě trávil dovolenou v letovisku, kde byli jen muži, a v jiné nosil „duhově pruhované krátké šortky“ v gayské čtvrti Springfieldu. V září 2015 v rozhovoru na podporu 27. řady výkonný producent Al Jean oznámil, že „letos toho se Smithersem vlastně uděláme hodně“, a dodal, že dva díly se budou zabývat sexualitou této postavy, včetně jednoho, v němž Smitherse unavuje, že si ho Burns neváží.
Scenárista Rob LaZebnik řekl deníku New York Post, že tato epizoda byla inspirována jeho synem Johnnym, který se na střední škole přiznal k homosexualitě. „Jsem chlapík ze Středozápadu, takže nemám tendenci nosit své emoce v rukávu, ale řekl jsem si: ‚Jak lépe říct svému synovi, že ho mám rád, než o tom napsat kreslený film?‘.“. Dodal, že dějovou linku navrhl už o tři roky dříve a od svého syna dostal souhlas se scénářem. Smithersův coming out je nenápadný, stejně jako Johnnyho coming out. Deníku Post řekl, že jelikož byl „nejteplejší malý kluk“, jeho rodiče jeho sexuální orientace nepřekvapila. Epizoda byla odvysílána pět dní před Johnnyho 22. narozeninami a on prohlásil, že uspořádá oslavu jejího zhlédnutí, protože pro něj bude mít „obzvlášť velký význam“. Rob LaZebnik vyjádřil svůj názor, že televizní pořady týkající se LGBT mohou mít „skutečný dopad na myšlení lidí“.

## Kulturní odkazy
Název dílu pochází z LGBT komedie Ptačí klec z roku 1996, v níž herec Hank Azaria, dabér Simpsonových, hraje guatemalskou hospodyni. V Burnsově kleci ztvárnil podobně kubánského barmana Julia.
V gagu s tabulí v úvodní pasáži dílu Bart podporuje tým Villanova Wildcats, který den po odvysílání epizody vyhrál v roce 2016 zápas o titul mistra NCAA v basketbalu mužů. Fanoušci se divili, proč štáb seriálu podporuje Villanovu, a ne North Carolina Tar Heels. V internetových diskuzích byla vyslovena hypotéza, že jde o odkaz na díl 9. řady Město New York versus Homer Simpson, v němž si Barney Gumble po jednom ze svých typických alkoholových záchvatů vzpomene jen na to, že „hostoval na přednášce ve Villanově, nebo to možná bylo na rohu ulice“.
Díl obsahuje řadu kulturních odkazů. Mezi Smithersovými obrazy Burnse je parodie na fotografii ruského prezidenta Vladimira Putina, jak jede na koni a má přitom holou hruď. Smithers přirovnává Homera, Lennyho a Carla ke Třem moulům a Homer vybírá Smithersovi potenciální partnery přes gayskou seznamku Grindr. Na večírku se George Takei ptá jiného muže, jestli chce slyšet „hororové historky“ o svém kolegovi ze Star Treku Williamu Shatnerovi, a je potěšen, že muž neví, kdo je Shatner. Na billboardu před školním představením Casablanca je reklama, že školka následující večer uvádí představení hry Equus se zoofilní tematikou. Závěrečná část s hledáním pokladu vzdává hold Bogartovým filmům Poklad na Sierra Madre a Africká královna.

## Přijetí
Díl dosáhl ratingu 1,0 v demografické skupině 18–49 a sledovalo ho 2,32 milionu diváků, což z něj činí nejsledovanější pořad večera na stanici Fox.
Dennis Perkins z The A.V. Clubu udělil epizodě známku B+ s komentářem, že náhodní diváci by již předpokládali, že Smithers vyšel z módy. Výkon Harryho Shearera a LaZebnikův scénář označil za „dojemné“.
Tony Sokol z Den of Geek se uvedl, že Smithersův coming out je dobrý pro společenské přijetí, ale ukončí komedii kolem jeho sexuality, která je založena na dvojsmyslech. Napsal, že milostný příběh měl „několik podvratných úsměvných hlášek“, ale více „promarněných příležitostí“. Dodal, že školní inscenace Casablancy byla ve srovnání s předchozími adaptacemi Tramvaje do stanice Touha a Planety opic zklamáním, a vyjádřil názor, že pocty Bogartovi zničily možnost udělat lepší parodie na jeho filmy. Poznamenal však, že řada měla kvalitnější animaci.
Anna Leszkiewiczová v britském progresivním časopise New Statesman napsala, že epizoda nebyla o „coming outu“, protože narážky týkající se Smithersovy sexuality se táhnou už desítky let. Měla pocit, že jde o retroaktivní kontinuitu seriálu, který kolem této postavy dělal pravděpodobně homofobní vtipy, pro moderní citlivost. Přirovnala to k tomu, jak autorka Harryho Pottera J. K. Rowlingová po skončení série odhalila, že Albus Brumbál je gay. Leszkiewiczová dospěla k závěru, že je pokrokem – spíše pro seriál než pro LGBT komunitu –, že se v Simpsonových s homosexualitou zachází dospělejším způsobem, ale že ke změně mělo dojít přinejmenším před deseti lety.
O dílu informovala mezinárodní média včetně BBC, Die Welt, La Stampa, Jornal de Notícias, El Mundo a L'Avenir.